# Aserbajdsjan ved OL
Aserbajdsjan deltog første gang i de olympiske lege ved sommer-OL 1996 i Atlanta. Tidligere deltog aserbajdsjanske udøvere som en del af Sovjetunionen, og i 1992 som en del af SNG. Aserbajdsjan har deltaget som selvstændig nation i samtlige olympiske lege siden 1996.

## Medaljeoversigt
| Aserbajdsjans medaljer under de olympiske sommerlege | Aserbajdsjans medaljer under de olympiske sommerlege | Aserbajdsjans medaljer under de olympiske sommerlege | Aserbajdsjans medaljer under de olympiske sommerlege | Aserbajdsjans medaljer under de olympiske sommerlege | Aserbajdsjans medaljer under de olympiske sommerlege |                     | Aserbajdsjans medaljer under de olympiske vinterlege | Aserbajdsjans medaljer under de olympiske vinterlege | Aserbajdsjans medaljer under de olympiske vinterlege | Aserbajdsjans medaljer under de olympiske vinterlege | Aserbajdsjans medaljer under de olympiske vinterlege | Aserbajdsjans medaljer under de olympiske vinterlege |
| Lege                                                 | Guld                                                 | Sølv                                                 | Bronze                                               | Totalt                                               | Rang                                                 | Lege                | Guld                                                 | Sølv                                                 | Bronze                                               | Totalt                                               | Rang                                                 |                                                      |
| 1900–1912                                            | som en del af Rusland                                | som en del af Rusland                                | som en del af Rusland                                | som en del af Rusland                                | som en del af Rusland                                |                     |                                                      |                                                      |                                                      |                                                      |                                                      |                                                      |
| 1952–1988                                            | som en del af Sovjetunionen                          | som en del af Sovjetunionen                          | som en del af Sovjetunionen                          | som en del af Sovjetunionen                          | som en del af Sovjetunionen                          | 1956–1988           | som en del af Sovjetunionen                          | som en del af Sovjetunionen                          | som en del af Sovjetunionen                          | som en del af Sovjetunionen                          | som en del af Sovjetunionen                          |                                                      |
| 1992 Barcelona                                       | som en del af SNG                                    | som en del af SNG                                    | som en del af SNG                                    | som en del af SNG                                    | som en del af SNG                                    | 1992 Albertville    | som en del af SNG                                    | som en del af SNG                                    | som en del af SNG                                    | som en del af SNG                                    | som en del af SNG                                    |                                                      |
| 1996 Atlanta                                         | 0                                                    | 1                                                    | 0                                                    | 1                                                    | 61                                                   | 1994 Lillehammer    | Deltog ikke                                          | Deltog ikke                                          | Deltog ikke                                          | Deltog ikke                                          | Deltog ikke                                          |                                                      |
| 2000 Sydney                                          | 2                                                    | 0                                                    | 1                                                    | 3                                                    | 34                                                   | 1998 Nagano         | 0                                                    | 0                                                    | 0                                                    | 0                                                    | –                                                    |                                                      |
| 2004 Athen                                           | 1                                                    | 0                                                    | 4                                                    | 5                                                    | 50                                                   | 2002 Salt Lake City | 0                                                    | 0                                                    | 0                                                    | 0                                                    | –                                                    |                                                      |
| 2008 Beijing                                         | 1                                                    | 2                                                    | 4                                                    | 7                                                    | 39                                                   | 2006 Torino         | 0                                                    | 0                                                    | 0                                                    | 0                                                    | –                                                    |                                                      |
| 2012 London                                          | 2                                                    | 2                                                    | 6                                                    | 10                                                   | 30                                                   | 2010 Vancouver      | 0                                                    | 0                                                    | 0                                                    | 0                                                    | –                                                    |                                                      |
| 2016 Rio de Janeiro                                  | 1                                                    | 7                                                    | 10                                                   | 18                                                   | 38                                                   | 2014 Sotji          | 0                                                    | 0                                                    | 0                                                    | 0                                                    | –                                                    |                                                      |
| 2020 Tokyo                                           |                                                      |                                                      |                                                      |                                                      |                                                      | 2018 Pyeongchang    | 0                                                    | 0                                                    | 0                                                    | 0                                                    | –                                                    |                                                      |
| Totalt                                               | 6                                                    | 5                                                    | 15                                                   | 26                                                   |                                                      | Totalt              | 0                                                    | 0                                                    | 0                                                    | 0                                                    |                                                      |                                                      |